# Hans Edler
Hans Edler, född 23 mars 1945 i Björkhagen, Stockholm, är en svensk popmusiker, skivbolagsdirektör och konsertarrangör. 

## Biografi
Edlers mor var musiklärare och hans morfar var folkmusiker från Jämtland. Första bandet han ingick i hette The Mirrors som han spelade med i slutet av 1950-talet och början av 1960-talet. Under 1960-talet blev han något av en tonårsidol när han spelade i de två banden The Ghostriders (som senare kallade sig Mike Doughan and the Ghostriders, där Mike Doughan var Edlers artistnamn) och We 4. Senare grundade han det egna skivbolaget Marilla där han gav ut en mängd olika sorters skivor som pop, progressiv rock, barnskivor, religiös musik och klassisk musik. På 1980-talet producerade han ett flertal TV-program för SVT och skrev musik för kör. På 2000-talet har han fokuserat på dansorienterad musik och techno och fungerat som manager för unga svenska band som han försöker lansera utomlands.

## Elektron Kukéso
1969 anmälde sig Edler till en kurs på Elektronmusikstudion (EMS) i Stockholm. Kursen leddes av Knut Wiggen och Gunnel Lundholm. Samtidigt studerade han matematik för att kunna arbeta med sitt projekt i studion. Detta ledde till att han blev studioassistent vilket gav honom än mer möjligheter att experimentera med den teknik som fanns tillgänglig. 1971 kom resultatet ut i form av LP:n Elektron kukéso som Edler gav ut på sitt eget skivbolag Marilla. Musiken på skivan som är helt och hållet skapad med datorer och annan elektronisk utrustning på EMS är en blandning av pop, psykedelia och elektroakustiska experiment. Ovanpå detta ligger Edlers mörka, ofta sorgsna sång med titlar som Jag söker efter kärlek, Vi hör ett skrik och Fattig man söker efter mat. Skivan floppade och glömdes bort under lång tid. I och med att intresset för annorlunda musik och äldre elektroniska experiment med tiden ökade kom den ovanliga skivan att få kultstatus och 2004 gavs den ut på CD på det lilla skivbolaget Boy Wonder Records.

## Övrigt
1968 släppte den då unge Stellan Skarsgård en singel producerad av Edler. Senare avslöjades det att alla de sjungna partierna var av Edler och inte av Skarsgård.